# Feldbergpass
Der Feldbergpass ist mit 1231,3 m ü. NHN der zweithöchste Bergpass Deutschlands. Er liegt im Schwarzwald (Baden-Württemberg, Deutschland) zwischen dem Feldberg (1493 m ü. NHN) im Norden und der Grafenmatt (1377 m ü. NHN) im Süden. Die Passhöhe am Zeiger und die Ostrampe liegen auf dem Gebiet der Gemeinde Feldberg.

## Geschichte
Die ersten Diskussionen über den Bau einer Straße über den Feldberg fanden um 1840 im Wiesental statt. Nicht nur die Gemeinden, sondern auch die Industriebetriebe des Tals wollten eine Verbindung zur Baar haben, denn sie bezogen ihre Rohstoffe aus der Baar und dem oberen Teil Württembergs (Bürstenindustrie) sowie aus Österreich (Zunderindustrie) und wollten dort neue Absatzmärkte erschließen. Bis dahin mussten die Rohstofflieferungen den Weg über den Pass Hohe Wacht (Bernau) und das Prägbachtal nehmen. Kurz vor der Revolution von 1848/49 wurde ein Saumweg Todtnau–Zeiger–Bärental–Altglashütten geschaffen und mit Wegen nach Lenzkirch und St. Blasien verbunden. 1847 hatte der Staat das Straßenprojekt zwar als wichtig erkannt, aber es wurde um die Finanzierung gestritten, die von den Anliegergemeinden und dem Fürstenhaus Fürstenberg geleistet werden sollte. 1866 wurde ein staatlicher Zuschuss von 20.000 Gulden gewährt, und 1868 einigten sich Bärental und das Haus Fürstenberg auf einen Ausbau des Wegs bis zur Grenze nach Menzenschwand. Nachdem 1874 die Vorarbeiten in Gang gekommen waren, konnte die Straße 1885 eröffnet werden. Die Straße wurde im Winter nicht geräumt, aber von Schneeschuhwanderern, Schlittschuhläufern und Fußgängern genutzt.

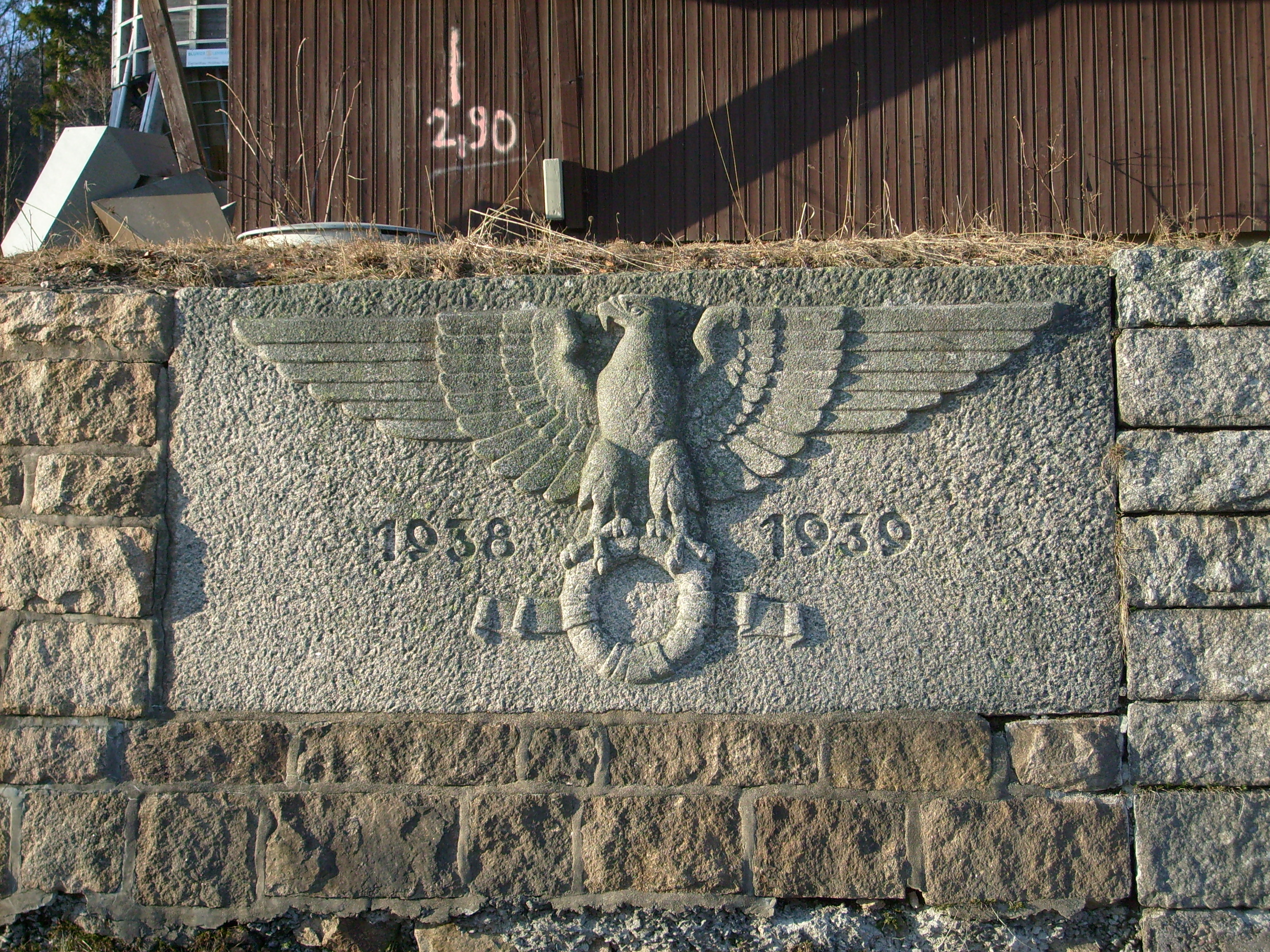
Erinnerungstafel an den Bau des Dienstgehöftes in den Jahren 1938/39 mit Reichsadler

1908 wurde eine Verbreiterung der Straße geplant, deren Finanzierung zunächst erneut an den Gemeinden scheiterte. Nachdem 1912 die Gemeinde Bärental zu einem Beitrag verpflichtet worden war, begannen 1913 die Arbeiten, die zu einer Verbreiterung um 33 % führten, sowie zur Verringerung der Steigung von durchschnittlichen 10,3 auf 7,85 %. Am 1. April 1926 folgte die Ernennung zur Kreisstraße, bevor sie am 1. April 1935 zur Reichs- bzw. Bundesstraße 317 wurde. 1927 wurde die Verbindung durch den Seewald befahrbar gemacht, 1932/34 folgte die erste Asphaltdecke und 1938/39 entstanden im Gebiet um den Zeiger große Parkplätze und das Dienstgehöft der Straßenbauverwaltung.
Im Jahr 2005 wurde über die Straße eine 32 Meter lange Skibrücke errichtet, um die Skipisten und Lifte am Seebuck mit denen am Grafenmatt zu verbinden. Seit 2015 führt unmittelbar daneben eine Sesselbahn über die Straße.

## Verkehr
Die stark befahrene Passstraße ist ein Teilstück der B 317 und verbindet Todtnau im Wiesental mit Titisee-Neustadt. Die südwestliche Auffahrt ist durch Serpentinen gekennzeichnet und überwindet auf etwa sieben Kilometern eine Höhendifferenz von 483 m, die nordöstliche Rampe ist weniger kurvenreich. Beide Rampen weisen Steigungsmaxima von bis zu 10 % auf. Bei Schneefall gilt für Lastkraftwagen auf der Passstraße Schneekettenpflicht. Im Passbereich zweigen zwei weitere Bergstraßen ab, nördlich zum Feldberggipfel und südlich zum Bundesleistungszentrum des DSV am Herzogenhorn (1415,6 m ü. NHN). Im Winter 2005/2006 wurde die Straße nach starken Schneefällen für Lawinensprengungen gesperrt.

## Tourismus
Im Sommer wird der Feldbergpass häufig als Ausgangspunkt für Wanderungen im Naturschutzgebiet Feldberg genutzt. Dafür stehen zahlreiche Parkflächen zur Verfügung. Im Rahmen der touristischen Erschließung entstanden zahlreiche Unterkünfte, Gaststätten und Anstiegshilfen, insbesondere für den Wintersport.
Beiderseits des Passes befindet sich seit einigen Jahrzehnten das Wintersportgebiet am Feldberg. Es umfasst 14 Liftanlagen und 16 Abfahrten von der einfachen Familienabfahrt bis hin zur anspruchsvollen FIS-Weltcup-Strecke. Langläufer haben vom Feldbergpass aus Zugang zu den Loipen am Herzogenhorn (ca. 20 km), am Köpfle (3 km), am Äulemer Kreuz und zur Stübenwasenspur. Über den Feldbergpass führt auch der 32 Kilometer lange Fernskiwanderweg Hinterzarten–Schluchsee.
Das durch den Tourismus bedingte hohe Verkehrsaufkommen im Bereich des Feldbergpasses führt besonders im Winter zu großen Problemen, die durch den winterlichen Straßenzustand oft noch verstärkt werden. Deshalb wurde ein Parkhaus am Pass gebaut, das die Parkflächen entlang der Straße entlasten soll.

## Radsport
Der Feldbergpass war zweimal mit Bergankünften Bestandteil der Deutschland Tour. In der Bergwertung zählt die Südwestrampe zur Ersten Kategorie. 2003 siegte der Portugiese José Azevedo, 2005 der Australier Cadel Evans.

## Trivia
- Das steilste Stück der Ostrampe hat am oberen Ende einen Parkplatz mit Blick auf den Titisee und das untere Seebachtal und wird von Einheimischen als "Kanapee" bezeichnet.[4]
- In Todtnau-Fahl befindet sich direkt am Pass die Schwarzwald-Kaserne der Bundeswehr.